# 広島さん、友達になってください
広島さん、友達になってください（ひろしまさん、ともだちになってください）は、こみちまい原作の4コマ漫画。芳文社刊行の『まんがタイムファミリー』にて2017年1月号から連載開始。しかし、2018年5月号を最後に休刊に伴って『まんがホーム』に移籍することとなり、同誌にて2018年5月号〜2019年2月号に連載された。キャッチコピーは「キミちゃんのふるさと作り」「広島では「JK」は「じゃけえ」の略?」。単行本は全1巻（単巻とは異なる。理由は後述）。

## 概要
広島県に移住して10年以上経過した原作者のこみちは、それまで普通のホームコメディ風の漫画を描いていたが、担当編集者から料理漫画かご当地漫画のどちらかを描くように言われ、周囲には家族以外に気軽に話せるような知り合いも居らず、切羽詰まっていたこともあり、思わず選んだのがご当地漫画だった。広島県外出身者である作者にとって、この選択は最も有り得ない選択であったというが、広島出身の同業者である女性漫画家の佐藤両々に連絡を取り、佐藤が広島に帰省する度に広島県内を多く案内してもらったことが当作の創作に繋がったという。
単行本のカバーには第1巻を示す「1」の文字が紅葉の絵の中に記されていることから、本来は第2巻の刊行が想定されていたはずであるが、第2巻は刊行されず、第1巻で完結となった。そのため、一部の主要人物や重要人物が単行本では未登場となっている。
基本的には、友人との交友、広島弁、広島東洋カープ、広島県の観光地、広島県の名物・名産品、広島県の著名なイベントなどをテーマとした明るい作風であるが、4コマ漫画でありながら、原子爆弾について真摯に向き合って考えたり、平和を願って広島燈籠流しに参加する回が在るなど、オチやボケがあることが暗黙の常識となっている4コマ漫画では珍しい作品である。
なお、こみちは当作以前から漫画家として活動していることが当作の単行本に収録されている描き下ろし「広島さんと私。」での自己紹介で明らかになっているが、当名義で本作以外に作品を発表している形跡は無い。しかし、キャラクターデザインなどが似ていることから山口舞子と同一人物であると考えられている。

## あらすじ
引っ越し好きな自由人である父親の仕事の関係で全国各地を転々としていた主人公のキミは引っ越しが多かったことから自分にとって「地元」と呼べる場所が無く、また、仲良くなると別れる時に辛いという理由から、人と距離を置き、友人を作ることも無かった。そんなキミを見かねた母が、キミとタミのために広島に辿り着いた際に定住を宣言し、既に次の地での仕事が決まっていた夫を単身で宮崎に送り、母子3人で広島に定住を始め、少し経ったころから物語が始まる。
仲良くなると別れる時に辛いため、人と距離を置く生活を送ってきたキミは、母が広島定住を宣言したことで、もう引っ越さなくて良くなったことを知る。そして、広島を自分の故郷とするため、言葉・歴史・産業・観光地・名産品など、広島について多く学び、真の広島人になることを目指す。

## 登場人物
キミの友人など、周辺の主要人物はフルネームが設定されているが、キミを含む主人公一家は名前のみの設定であり、苗字は明かされていない。
主人公一家は全員が第1話から登場している。

### 主要人物

#### 主人公一家
キミ
この物語の主人公。
父親の引っ越し好きに巻き込まれて引っ越し・転校を繰り返してきたため、「仲良くなると別れる時に辛くなる」との思いから人と距離を置くようになり、心を閉ざしてネガティブな性格に育ってしまった。
しかし、母親であるヨリがキミと幼いタミのために広島に辿り着いた際に定住を宣言したため、もう引っ越しをしなくても良くなったことと、紅や真理といった理解ある友人たちとの出逢いによって次第に明るくなっていった。
テンションの高い人間には引いてしまう。
妹のタミを溺愛しており、放課後はヨリに代わってタミを保育園まで迎えに行ったり、同じ布団で一緒に寝てあげるなどしている。
広島を自分の故郷とするべく、広島のことを知ろうと日々精進しているが、広島のことを勉強するために購入した『広島大全』は紅に没収され、クラス名簿と交換されてしまった。
「地元」という存在に遠慮があり、言葉遣いは基本的に標準語である。
また、自分のことを新米広島県民であると思っているため、話す相手が県外在住者であっても自分より広島との付き合いが長い場合は申し訳なく思い、泣いて謝ってしまう。
非常に礼儀正しく、同級生相手でも敬語で会話する。
8年前、8歳だった頃に初めて読んだ絵本が広島原爆を取り扱った内容だったため、酷いトラウマとなり、「広島のことを知りたい」と言いながらも原爆から目をそらし、逃げていたことを紅に吐露する。
出生地は明かされていないが、これまでに少なくとも大阪・鳥取・香川・愛媛に住んでいたことが判っている。
その他には、各地の名産品などの絵が広島に辿り着くまでの経緯を説明するシーンに描かれていることから、北海道・青森・秋田・岩手・東京・高知などに住んでいた可能性がある。
他の地域について話すことは無いが、大阪に住んでいた時のことを話すシーンが何度かあることから、大阪には比較的長く住んでいた模様。
タミ
キミの妹で、言葉を覚え始めた3歳児。
広島市内の保育園に通っている。
言葉を覚え始めた年頃であるため、ヨリやキミと違って広島弁の吸収力が早いが、ヨリやキミが標準語で話すため、広島弁と同時に標準語も吸収している。
キミが判断に窮したり、実行に移すことを躊躇している時、シンプルな発言で決断させることが出来る。
幼さ故に吸収力が早く、広島東洋カープにいち早く興味を持ってファンになるなど、広島への順応性が高く、金志郎からも「カープ女子の素質がある」と評されている。
ヨリ
キミ・タミの母。
引っ越し続きで友人を作って来なかったキミと、これから成長していくタミの為に広島定住を宣言する。
呑気な性格をしており、順応性が高い。
標準語での会話を主とするが、これは各地を移り住んできたことで様々な土地の言葉が入り交じった話し方になるのを防ぐため。
キミとの会話の際に関西弁と名古屋弁が交ざったような話し方をしたこともある。
基本的に自宅に居るか、家族で外出しているシーンが多いが、専業主婦ではなく、会社に所属して働いていることが第21話で判明している。
名前は第6話でのお父さんの台詞にて判明するが、名前が出てくるのはこの回のみ。
お父さん
キミ・タミの父で、ヨリの夫。
引っ越しが大好きな自由人。
現在は知人の経営する旅館を手伝っているため、宮崎に単身赴任中。
様々な土地を渡り歩いてきたため、各地に知り合いが居り、彼らの伝手を通して現在も仕事を斡旋してもらっている。
様々な業種に順応性があり、資格も多数所持しているため、それが何処に転居しても困らなかった理由である。
以上のことから、特定の職には就いていないフリーランスであり、いわゆる便利屋のような存在である。
主要人物の中では唯一、氏名不詳。

#### 学友
秋中 紅 （あきなか こう）
キミが広島に定住後、最初にできた友人。
初登場は第1話。
初回から登場しており、主人公であるキミ以外では全話に登場している唯一の人物。
キミには自分のペースでゆっくり広島を知ってほしいと思っている。
広島のことを知ろうと思いながらも過去に読んだ絵本によるトラウマで平和記念資料館に入ることが出来なかったキミの広島に対する葛藤の気持ちを汲み、真理と共に平和記念資料館に入ってあげるなど、常にキミのことを気に掛けている。
実は戦争（特に広島原爆）の件は本人にとっても重いテーマであり、腹痛を起こすほどしんどく、頭痛を起こすほど泣いてしまい、暫く立ち直ることが出来ないが、それでも知らなくて良いとは思わず、忘れてはならない故郷の歴史だと思っている。
故に、広島県民と違って原爆について間近に触れる機会が少なかった県外出身者であるキミがトラウマを抱えるのは無理もないと思っている。
常にキミに寄り添い、想いを共有することのできる、人間の出来た人物である。
後述の金志郎が兄。
鳥居 真理 （とりい まり）
キミが広島に定住後、2番目に出来た友人。
初登場は第4話。
陸上部に所属している。
力也とは中学も同じで、力也が広島に移住してきた際に最初に出逢った人物でもある。
しかし、力也との仲は悪く、常に口論を繰り広げている。
広島生まれの広島育ちだが、宮島の正式名称が「厳島」であることを知らないなど、意外と地元である広島のことには疎い。
父親が城マニアで、何度も付き合わされて行き飽きているため、キミから広島城に行こうと誘われた際には断った。
基本的に右目は前髪で隠れているが、右目が描かれていることもある。
鬼武 力也 （おにたけ りきや）
キミと同じく県外出身者で、中学の時に東京から移住してきた。
初登場は第4話。
演劇部に所属している。
俳優を目指しているため、広島訛りや広島弁が染みつかないように努力している。
中立的な美形であり、演劇部ではシンデレラや白雪姫といった女形を演じることが多い。
そのため、初登場時はシンデレラの格好をしており、素の姿で登場したのは第10話が最初である。
広島文化に否定的であり、本人曰く「ローカルルールもくそくらえ」。
広島文化に否定的だが、広島城については知識が豊富であり、内部に歴史資料館が在ることや、子供が団体で登るには無理があることを知っているなど、意外と城慣れしている。
同じ県外出身者であるキミに仲間意識を持っており、キミに対して好意を持っていると思しきシーンがある。
「鬼武 力也」という厳つい氏名がコンプレックスであり、キミには『リッキー』と呼ぶように忠告しているが、紅や真理が「鬼武」と呼び捨てで呼ぶことには抵抗がない模様。
霞 晴子 （ かすみ はるこ）
キミが広島に定住後、3番目に出来た友人。
初登場は第18話。
自ら「日陰広島人」を自称するなど、暗い印象を与える少女。
広島生まれの広島育ちであるが、標準語を話す。
理由は、父親は広島出身だが、母親が東京出身であり、父親が無口だったこともあって標準語を話す母親の言葉を聴いて育ち、必然的に身に着いたため。
幼い頃、標準語で話しているのを「テレビの人みたい」「東京から来たん?」「綺麗な言葉じゃね」と言われて傷付いた。
初登場が遅かったためか、登場回数も少ないが、第24話ではメインで登場し、キミを商店街に連れて行って広島弁鑑賞をさせた。
また、この回で彼女がキミに紅のことを名前で呼んであげれば喜ぶのではないかと薦めたため、それまで紅のことを「秋中さん」と苗字で呼んでいたキミが紅のことを名前で呼ぶ切っ掛けとなった。
第15話以降に登場した人物であるため、単行本には未登場。

### 重要人物
秋中 金志郎（あきなか きんしろう）
紅の兄。
初登場は第2話。
髪を広島東洋カープのメインカラーである赤色に染めている。
学生と社会人のどちらなのかは不明だが、昔からの馴染みのお好み焼き屋「めえちゃん」を時々手伝っており、キミにお勧めのお好み焼きをおごってくれた。
タミのことも気に入っており、クリスマスの時期には家族でひろしまドリミネーションに行ってみるように薦める。
ハンドメイドショップの店主
キミが道に迷った時、道を尋ねるために入ったハンドメイドショップの女性店主。
初登場は第25話。
キミが市内で道に迷った際、道を訊くために入った店が彼女の経営する店舗だったことで知り合った。
キミはこの時に牡蠣のポーチを購入して帰った。
実は10年前に関東から広島に移住してきた人物であり、移住してきた当初は標準語で話していた。
彼女が標準語で話していた当時、晴子が彼女の店でキミが購入した物と同じ牡蠣のポーチを購入している。
広島出身で弾丸のように広島弁を撃ち込んでくる友人がいたが、現在、その友人は広島を出ている。
県外出身者・広島に住み始めて10年以上・広島出身で現在は広島を出ている友人が居るなど、作者と佐藤両々の関係に共通しているため、作者本人がモデルと思われる。
初登場が物語終盤だったこともあり、登場は第25話と第26話の2話のみと極めて少ないが、キミがもっと広島を好きになる切っ掛けを与えた重要人物である。
第15話以降に登場した人物であるため、単行本には未登場。
演劇部部長
力也が所属する演劇部の部長。
初登場は第19話。
小柄。
キミを気に入っている。
初登場の時点で既にキミとは顔見知りの様子であることから、初登場までの間に力也を介して知り合っていたようである。
第15話以降に登場した人物であるため、単行本には未登場。

### その他の人物
神奈川県の女性
神奈川から西条酒まつりに毎年訪れている女性。
第11話に登場。
父方の祖母が広島に在住しているため、年に何度か広島に来ている。
成人後は日本酒に嵌まり、今回で9回目の来場。
ヨリと仲良くなり、美白効果の在る酒粕を求めて二人して人混みの中に飛び込んでいった。
キミに酒まつりは大人になったら違う楽しみ方が出来ると説き、学校を卒業して広島を離れることがあっても帰ってきてほしいと語る。
紅が直接登場しなかった唯一の回である第11話に登場したためか、紅のような役回りを担っており、顔つきも紅に似ている。
宗太（そうた）
キミが紅・真理と廣島護國神社に初詣にきた際に出逢った迷子の少年。
第14話に登場。
自分が迷子であるにも拘わらず、父母が迷子になったと言い張る。
タミと同じく3歳児であるが、テンパっていたキミに持っているスマホで友人に電話したらどうかと突っ込みを入れ「おちつこうぜ」と論すなど、非常に冷静である。
後に保育園で再会し、タミと同じ保育園に通う園児であることが判明。
タミからは「そーちゃん」と呼ばれており、きりん組に所属している。
よーちゃん・ななちゃん・ハルトくん・テツくん
タミと同じ保育園に通う園児。
第4話に登場。
本人たちは直接登場せず、タミの描いた人物絵として登場する。
第8話でのタミの話によると、テツくんは人参が嫌いとのこと。
園内の砂場で遊んでいるタミを呼んできてくれる第1話に登場した女子園児がこの中の1人かどうかは不明。

## 連載概要
- まんがタイムファミリー：2017年1月号〜2018年5月号（17話）
- まんがホーム：2018年5月号〜2019年2月号（10話）

## 書籍概要
- 『広島さん、友達になってください』第1巻 ISBN 9784832256996
  - 単行本には2017年1月号〜2018年2月号までの14話と描き下ろし「広島さんと私。[41]」が掲載されている。